# تپه کهارد
تپه کهارد مربوط به هزاره ۱- دوران‌های تاریخی پس از اسلام است و در شهرستان رزن، بخش مرکزی، روستای کهارد واقع شده و این اثر در تاریخ ۲۳ شهریور ۱۳۸۲ با شمارهٔ ثبت ۱۰۱۱۵ به‌عنوان یکی از آثار ملی ایران به ثبت رسیده است.